# Lichva

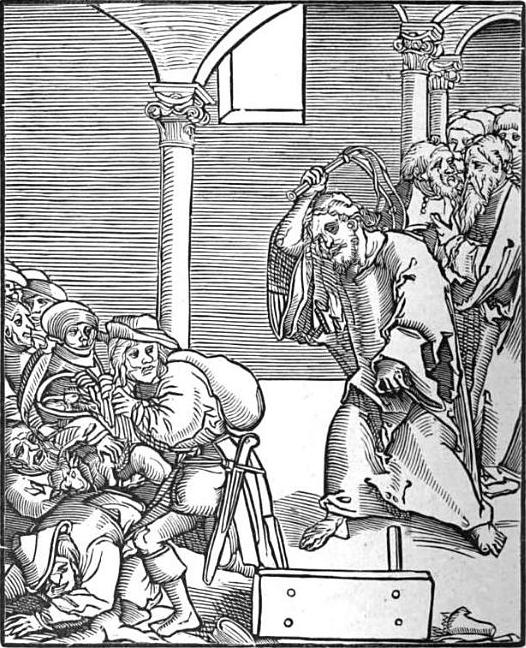
Kristus vyhání lichváře z chrámu, dřevořezba Lucas Cranach starší.

Lichva neboli úžera (z lat. usura; z germ.: got. leihwan = leihen) je nezákonné nebo neetické půjčování peněz za extrémně vysoký úrok, který výrazně přesahuje běžné sazby a vede k nepřiměřenému obohacení věřitele na úkor dlužníka.
Podle Ottova slovníku naučného má slovo „lichva“ slovanské kořeny a pochází z výrazu lichý, tedy nesprávný, nerovný, lichva jako činnost je tudíž jazykově označena za jednání nesprávné, nemravné. Latinský termín usura označující lichvu původně znamenal jakýkoliv úrok získávaný za půjčku v penězích nebo ve věcech určených podle druhu. Až později, zejména pod vlivem středověkého církevního náhledu na půjčku, se pojem usura stal synonymem pro lichvu v dnešním významu, znamená tedy půjčování peněz nebo jiných věcí na přemrštěný úrok, na úrok vyšší, než povoluje zákon.
Ve druhé polovině 19. století dospěl pohled na lichvu k tomu, že její definici nelze omezovat na smlouvu o půjčce. Ustálil se názor, že jde o jakýkoliv právní vztah, v němž silnější strana zneužívá určitých omezujících vlastností slabší strany k tomu, aby od ní získala plnění, které je k jejímu vlastnímu protiplnění ve výrazném nepoměru.

## Historie

### Starověk
Úrok a půjčka vycházely v období starověku z potřeb zemědělské společnosti. Nejčastěji se půjčovaly zemědělské produkty, méně již peníze. Doba trvání úvěrového vztahu byla většinou krátká a kopírovala jednotlivé zemědělské cykly mezi setbou a sklizní. Úroky byly na dnešní poměry nezvykle vysoké, vzhledem k rizikovosti celé transakce a charakteru předmětu, který byl půjčován – zemědělský produkt.
V Indii se za osobu provozující lichvu považoval každý, kdo půjčoval peníze na jakýkoliv úrok. Tento názor byl zastáván až do období 1500 let př. n. l., kdy byl tento koncept pozměněn v tom smyslu, že za lichvu se považoval každý úrok, který překračoval taxu povolenou zákonem. Rovněž ve starém Egyptě bylo známo půjčování na úvěr a existovala vrstva osob živící se překračováním povolených sazeb úroků, což bylo považováno za jednání společensky zavrženíhodné. Ve starém Babylonu bylo nadměrně vysoké úrokování považováno za lichvu. Většinou se financovaly zemědělské práce, ale i obchodní námořní plavby. Předmětem půjček bývaly drahé kovy i zemědělské produkty, v tomto období se typizovala první písemná úvěrová smlouva s přesně vymezenými náležitostmi. Ve starověkém Řecku nebo Římě se většinou považovalo za lichvu spíše jen poskytování půjček na přemrštěný úrok, který se neshodoval se zákony.
Pro další evropský vývoj byla však nejdůležitější a do budoucnosti nejvíce rozebíraná úprava lichvy obsažená v Bibli – ve Starém zákoně. Nejčastěji jsou citovány kniha Leviticus 25,35–37 – „Když tvůj bratr zchudne a nebude moci vedle tebe obstát, ujmeš se ho jako hosta a přistěhovalce a bude žít s tebou. Nebudeš od něho brát lichvářský úrok, ale budeš se bát svého Boha. Tvůj bratr bude žít s tebou. Své stříbro mu nepůjčuj lichvářsky, na poskytované potravě nechtěj vydělávat.“; kniha Exodus 22,24 – „Jestliže půjčíš stříbro někomu z mého lidu, zchudlému, který je s tebou, nebudeš se k němu chovat jako lichvář, neuložíš mu úrok.“; kniha Deuteronium 23,20 – „Svému bratru nebudeš půjčovat na úrok, na žádný úrok ani za stříbro, ani za pokrm, ani za cokoli, co se půjčuje na úrok. Cizinci můžeš půjčovat na úrok, ale svému bratru na úrok půjčovat nesmíš.“ První příkaz jednoznačně zakazuje lichvu a zapovídá jakýkoliv úrok (myšleno ovšem tak, že lichva není dovolena mezi příslušníky židovského náboženství – tj. „mezi bratry“), druhý příkaz zakazuje kořistění ze sociálních problémů jiného. Třetí příkaz povoloval provozovat lichvu, ale pouze vůči příslušníkům nežidovského náboženství, tzv. cizincům. S tímto ospravedlněním lichvy bylo pak Židy i jejich odpůrci operováno po celý starověk i středověk.

### Středověk
S nástupem křesťanství se začal měnit pohled na samotné základy úvěrového vztahu a lichvy. Křesťanské autority chápaly lichvu jako jakékoliv půjčování peněz na úrok, a jejich postoj vůči lichvě byl od samého začátku naprosto zamítavý. Již rané církevní koncily v Arles (314) a Nikai (325) zakázaly půjčování na úrok všem osobám duchovním. V době, kdy již platily absolutní zákazy pro osoby duchovní, se začínaly vytvářet i zákazy pro osoby laického stavu. Významným plošným zákazem pro laiky bylo nařízení Karla Velikého. Další zesílení církevních zákazů vůči lichvě je spojeno s boji mezi papeži a císaři o investituru (ukončených roku 1222 tzv. Konkordátem wormským) a Gratiánovým dekretem – sbírkou církevních textů tvořících součást kanonického práva (kolem roku 1140). V něm jsou formulována základní stanoviska církve vůči lichvě. Základní teze, kterou používá ve vztahu k půjčování na úvěr, zní: „Cokoli je požadováno nad jistinu, je lichva“ (Quicquid ultra sortem exigitur usura est). Vrchol církevního zákazu lichvy znamenaly koncily lateránské (1159, 1179, 1215), koncily v Lyonu roku 1274 a ve Vienne roku 1312,  přičemž posledním z těchto shromáždění byla lichva dokonce prohlášena za hřích rovný kacířství a každá osoba, která se lichvy dopouštěla, měla být vyobcována z církve, v důsledku čehož přicházela například o možnost dosáhnout odpuštění hříchů prostřednictvím zpovědi a byl jí zapovězen i křesťanský pohřeb. Tímto došlo k definitivnímu dotvoření tzv. usurární doktríny, podle které měla být půjčka považována za bezúplatný vztah a i nepatrný úrok byl považován za lichvu. Účinnost této doktríny trvala pak až do roku 1830, přičemž v průběhu 14. až 17. století se vytvořily mechanismy, jak tvořit právní vztahy v podstatě suplující půjčování peněz na úrok, avšak neporušující církevní zákazy.
V Koruně české byla lichva křesťanům povolena až roku 1484 Vladislavem II. Jagellonským. Na počátku 16. století se výše úroku pohybovala mezi 10-35 %. Roku 1545 ji legalizoval Jindřich VIII.

### 16. a 17. století
V 16. století se prudce změnilo chápání peněz a obchodních vztahů, neboť došlo k všeobecnému rozvoji mezinárodního obchodu prostřednictvím zámořských plaveb a k rozvoji oběhu peněz díky získání nových zdrojů zlata a stříbra po objevení Ameriky Kolumbem (1492) a po dobytí Mexika (1519– 1521) a Peru (1532–1534) Španěly. Kromě toho se s nástupem humanismu, renesance a reformace objevily filozofické, teologické a právní názory, které otevřeně nahlodávaly náboženské, právní i ekonomické základy usurární doktríny. Již nebylo pochybností o tom, že půjčování peněz je činnost, která může být úplatná. Různé evropské země v tomto období upravily ve svých kodexech výši úrokových sazeb tolerovanou při peněžních nebo zbožních půjčkách, nicméně platnost usurární doktríny stále trvala. Tento rozpor se jednotlivé právní úpravy snažily řešit tak, že nenazývaly věci pravým jménem a neupravovaly půjčku v dnešním slova smyslu. Kazuistickým způsobem však stanovily okruh právních vztahů, na které se vztahovala ustanovení o lichvě a které nebyly dovoleny a zároveň upravily nejvyšší přípustnou úrokovou míru, přičemž tato úroková míra se podle určení jednotlivých zákonodárců týkala buď jen speciálně vyhrazených typů popsaných vztahů, nebo se týkala všech peněžních vztahů obecně.

### 18. a 19. století
Toto období se vyznačuje neustálým kolísáním mezi uvolněním právních omezení lichvy pod vlivem liberálních učení a zachováním tradičního přístupu se stanovením a vynucováním nejvyšší přípustné úrokové sazby. Přetrvává nadále chápání lichevních smluv toliko ve vztahu k překročení maximálních zákonných sazeb při sjednání smlouvy o půjčce. Pokud jde o jiné právní vztahy, dochází k zákazu a omezení některých postupů při úvěrování nebo při smlouvách smlouvu o půjčce obcházejících. Stále však jsou zakázaná jednání vyjmenována v zákoně kazuistickým způsobem, není obecně vymezen pojem lichevní smlouvy zohledňující subjektivní hledisko (stav mysli a vůle na straně poškozené a vůle kořistit z tísně nebo slabosti jiného na straně zvýhodněné).

## Současnost
V některých západoevropských státech je hranice lichvy stanovena jako procentuální odchylka od průměrných tržních úroků, v jiných státech je stanovena pevně, například ve Švýcarsku je maximální hranice u spotřebních úvěrů stanovena na 15 %. V Česku takováto hranice stanovena není.
V současnosti je lichva problémem hlavně těch, kteří neumějí odhadnout následky půjček s vysokými úroky.[zdroj⁠?!] V Česku je známa zejména lichva mezi Romy, která je v mnohých případech příčinou bídy, ze které se dlužníci bez vnějšího zásahu nemohou již nikdy dostat.
Novodobá lichvářka obvykle nevypadá jako Alena Ivanovna, odpudivá stařena z Dostojevského Zločinu a trestu. Může mít tvář mladé přívětivé ženy vystupující v televizní reklamě coby dobrosrdečná rodinná přítelkyně, která vám peníze osobně přinese až domů. Někteří věřitelé půjčují bez záruk sociálně slabým lidem, kteří v řadě případů nejsou schopni dluh během svého života splatit. Věřitel následně získává nárok na hrazení dluhů ze sociálních dávek. Původní dluh včetně neustále rostoucího penále sice není nikdy splacen, současná hodnota (present value) dlouhodobě strhávaných srážek však převýší původní půjčku.

### Lichva v občanskoprávní oblasti v českém právním řádu
Zákon č. 89/2012 Sb., občanský zákoník zná přímou úpravu lichvy – lichevní smlouvy, která v § 1796 říká, že neplatná je smlouva, při jejímž uzavírání někdo zneužije tísně, nezkušenosti, rozumové slabosti, rozrušení nebo lehkomyslnosti druhé strany a dá sobě nebo jinému slíbit či poskytnout plnění, jehož majetková hodnota je k vzájemnému plnění v hrubém nepoměru.
Tato úprava má však také své nedostatky. Občanský zákoník např. zakazuje jednání proti dobrým mravům a upravuje neúměrné zkrácení a lichvu, avšak na druhé straně u jednotlivých institutů umožňuje stranám jednání nedílně spojená s lichevními smlouvami – dovoluje brát úroky z úroků, sjednat propadnou zástavu, stanovit nepřiměřeně vysokou výši smluvní pokuty, umožňuje libovolně stanovit výši úroku z prodlení, ustanovení o lichvě a neúměrném zkrácení navíc nechrání podnikatele a v neposlední řadě tento zákon výslovně dovoluje prakticky jakýkoliv občanskoprávní spor vyjmout z působnosti obecných soudů a projednat ho v rozhodčím řízení. Nadále je také možné stanovit výši úroků u zápůjčky a úvěru prakticky v jakékoliv výši.

#### Neúměrné zkrácení
Občanský zákoník pracuje i s institutem neúměrného zkrácení – laesia enormis. Ustanovení § 1793 odst. 1 uvádí, že zaváží-li se strany ke vzájemnému plnění a je-li plnění jedné ze stran v hrubém nepoměru k tomu, co poskytla druhá strana, může zkrácená strana požadovat zrušení smlouvy a navrácení všeho do původního stavu, ledaže jí druhá strana doplní, oč byla zkrácena, se zřetelem k ceně obvyklé v době a místě uzavření smlouvy. Hrubý nepoměr zákon jednoznačně nedefinuje a rozumně výklad tohoto pojmu ponechává judikatuře. Předně je nutné konstatovat, že hrubý nepoměr je nutno posoudit z hlediska současných objektivních směnných hodnot obou plnění, je však nutné taktéž přihlédnout i dalším okolnostem, jako je např. doba, na kterou byla půjčka uzavřena. Přesto pro právní laiky má největší vypovídací hodnotu stanovení hrubého nepoměru procenty, tedy výše procentního navýšení za konkrétní (dohodnutou) dobu vůči jistině.

#### Neplatnost
Lichevní smlouva je neplatná. Donedávna se posuzovala jen jako relativně neplatná. Pro ni platí, že neplatné bude jen to jednání, jehož neplatnosti se poškozená strana dovolá (§ 586 odst. 2 občanského zákoníku). Tato skutečnost tak může nahrávat lichvářům a lichevním smlouvám, jelikož se jedná o ideální stav pro silnější smluvní stranu, aby slabší vnutila svoji vůli a následně se důvodně spoléhala na to, že slabší strana nebude mít prostředky nebo schopnosti ke své obraně, což může vést u lichevních kontraktů k ještě většímu znevýhodnění poškozené strany.
Nejvyšší soud však tuto dokrínu přehodnotil s tím, že soud i bez návrhu přihlédne k neplatnosti lichevní smlouvy, při jejímž uzavírání někdo zneužije tísně, nezkušenosti, rozumové slabosti, rozrušení nebo lehkomyslnosti druhé strany a dá sobě nebo jinému slíbit či poskytnout plnění, jehož majetková hodnota je k vzájemnému plnění v hrubém nepoměru. Nově je tedy neplatnost lichevní smlouvy posuzována jako absolutní (§ 588 občanského zákoníku).

### Trestněprávní úprava lichvy v českém právním řádu
Lichva jako skutková podstata trestného činu je upravená ve zvláštní části zákona č. 40/2009 Sb., trestní zákoník, v hlavě V. trestné činy proti majetku, a to konkrétně v § 218. Skutková podstata má dvě alternativy možného jednání:
1. Pachatel zneužije něčí rozumové slabosti, tísně, nezkušenosti, lehkomyslnosti nebo něčího rozrušení k tomu, aby pachateli nebo jinému bylo poskytnuto nebo slíbeno plnění, jehož hodnota je k hodnotě vzájemného plnění v hrubém nepoměru.
2. Pachatel takovou pohledávku uplatní nebo v úmyslu uplatnit ji na sebe převede.[22]

#### Tíseň
Za tíseň ve smyslu ustanovení § 218 odst. 1 tr. zákoníku se považuje tíživá situace poškozeného mimořádné povahy, která je vyvolána určitou naléhavou potřebou, jejíž uspokojení není v momentálních možnostech poškozeného. Je to např. situace, kdy v důsledku neschopnosti okamžitě splatit dříve vzniklý závazek, může poškozený přijít o celý majetek. Z hlediska posouzení trestní odpovědnosti osoby, která jedná za podmínek § 218 tr. zákoníku a zneužívá tísně jiného, není podstatné, zda poškozený si takový stav tísně zapříčinil sám, nebo k němu došlo pod vlivem okolností na jeho vůli nezávislých. Pokud jde o okamžik stavu tísně, resp. uvědomění si stavu tísně poškozeného pachatelem, pak se lze trestného činu lichvy dopustit i tam, kde původní lichvářská pohledávka nebyla sjednávána při vědomí dlužníkovy tísně, je však třeba zkoumat existenci takové vědomosti obviněného v době uplatnění lichvářské pohledávky v občanskoprávním řízení.

#### Rozumová slabost
Rozumová slabost je vnímána jako neschopnost poškozeného rozpoznat hodnotu svého plnění nebo slibu k hodnotě vzájemného plnění pachatele. Příčinou může být slabomyslnost, nedostatek či ztráta intelektových schopností i jiné poruchy psychiky v důsledku duševní poruchy nebo choroby, případně opožděného vývoje, projevující se zejména v neschopnosti logického uvažování a myšlení.

#### Nezkušenost
Nezkušenost spočívá např. v nedostatečné znalosti cen, nákupních možností, zpravidla ve spojení s důvěřivostí vůči pachateli. Jde tady především o nezkušenost při vyřizování majetkových záležitostí. Ta může vyplývat z nezkušenosti poškozeného v širším smyslu, resp. z jeho nezkušenosti v určité oblasti lidské činnosti, která má dopad na majetkovou sféru člověka, např. při podnikání, při vyřizování osobních a rodinných záležitostí apod. Nezkušenost může být průvodním znakem nízkého věku, zejména u nezletilců.

### Zákon o spotřebitelském úvěru
Naději na zlepšení současné situace dává zákon č. 257/2016 Sb., o spotřebitelském úvěru, díky kterému lze lépe regulovat trh poskytování úvěrů nebankovními subjekty. U poskytovatelů a zprostředkovatelů je podmínkou pro vstup do odvětví získání licence od České národní banky. Pro nebankovní poskytovatele půjček je podmínkou také počáteční kapitál minimálně ve výši 20 000 000 Kč. Česká národní banka rovněž vykonává dohled a vede i registr všech subjektů, ve kterém je možné dohledat informace o konkrétním poskytovateli či zprostředkovateli. Pokud se některý ze subjektů dopustí správního deliktu, může mu být uložena pokuta od 500 000 do 20 000 000 Kč.
Česká národní banka však dohlíží pouze na licencované subjekty. Případnou činnost v tzv. černé zóně – tedy bez oprávnění a tím za hranou zákona – je třeba řešit v trestněprávní rovině.